# Дон Сильвио де Розальва
«Победа природы над мечтательностью, или Приключения дона Сильвио де Розальвы» (нем. Der Sieg der Natur über die Schwärmerei oder die Abenteuer des Don Sylvio von Rosalva) — роман немецкого писателя Кристофа Мартина Виланда, опубликованный в 1764 году.

## Сюжет
Главный герой романа — испанский аристократ, выросший в уединённом замке и увлекающийся чтением волшебных сказок и рыцарских романов. Однажды он находит в лесу медальон с портретом молодой пастушки, в которую тут же влюбляется. Во сне дон Сильвио узнаёт, что злая фея превратила эту пастушку в голубую бабочку. Тем временем тётка, заменившая дону Сильвио родителей, решает женить его на уродливой девушке ради её приданого. Он решает, что эта девушка и есть та самая фея, и сбегает из дома вместе со слугой. В поисках голубой бабочки дон Сильвио переживает множество приключений, которые воспринимает как волшебные, и оказывается в богатом замке донны Фелиции, где его принимают очень радушно.
Видя, что дон Сильвио живёт в мире грёз, его новый друг дон Габриель решает вернуть его к реальности: он рассказывает историю принца Бирибинкера, в которой собраны самые нелепые сюжетные ходы из сказок и романов. Дон Сильвио узнаёт, что портрет в найденном им медальоне — изображение бабки донны Фелиции, и приходит в себя. Донна Фелиция становится его невестой, его слуга Педрилло женится на её камеристке.
В целом роман написан в тоне непринуждённой беседы, с лёгкой иронией. Основное действие занимает всего три дня, но роман получился очень объёмным из-за обилия философских рассуждений и подробных описаний безумств главного героя.

## Публикация и восприятие
Сам Виланд, рассказывая издателю Соломону Гесснеру в 1763 году о начале работы над романом, писал: «Это род сатирического романа, который, при кажущейся фривольности, достаточно философичен и, как я представляю, не покажется скучным ни одному роду читателей, за исключением самых придирчивых». Однако, получив часть текста, Геснер усомнился в успехе проекта. Тогда Виланд признал: «Различие по духу и тону, который господствует в этой вещи, с торжественными сочинениями моей молодости, может оттолкнуть значительную часть читающей публики». Геснер отказался публиковать книгу, и Виланд издал её сам, причём анонимно. «История принца Бирибинкера» была издана в 1769 году как самостоятельное произведение.
Роман Виланда имел большой успех у читателей. Его вскоре перевели на французский и русский языки, по мотивам «Дона Сильвио» был написан ряд комических опер. При этом критики реагировали на роман сдержанно, отмечая его неоригинальность: как правило, «Дона Сильвио» считали подражанием «Дон Кихоту» Сервантеса.
Людвиг Тик задумал свою сказку «Принц Цербино», опубликованную в 1799 году, как пародию на роман Виланда.